# 이와기시 소시
이와기시 소시(일본어: 岩岸 宗志, 2001년 1월 19일~)는 일본의 축구 선수이다.

## 구단 경력
그는 2023년 J3리그의 가마타마레 사누키에 입단했다.